# Eudorcas rufina
Espèce
Statut de conservation UICN

 DD  : Données insuffisantes
Synonymes
- Gazella rufina O. Thomas, 1894[1],[2]

Eudorcas rufina est une espèce de mammifères de la famille des Bovidés
Cette espèce n'est connue que par trois spécimens achetés sur les marchés d'Alger et d'Oran. Le dernier a été acquis en 1894.